# Галина Галина
Глафи́ра Адо́льфовна Ринкс, урождённая Глафи́ра Никола́евна Мамо́шина, в первом браке — Э́йнерлинг, во втором браке — Гу́сева. Наиболее известна под одним из литературных псевдонимов Гали́на Га́лина, (1870 год (по другим данным — 1873 год), Санкт-Петербург, Российская империя — 1942, возможно, Ленинград, СССР) — русская поэтесса, эссеистка, переводчица.
Автор слов, лёгших в основу песни «Трансвааль, Трансвааль, страна моя…». Активная участница российского либерально-демократического движения конца XIX — начала XX веков. Была замужем за писателем С. И. Гусевым-Оренбургским.

## Жизнь
Родилась в Санкт-Петербурге. Сведения о годе рождения разнятся: по одним данным, появилась на свет в 1870 году, по другим — в 1873 году. Будущая поэтесса родилась в семье Адольфа Ринкса и получила его фамилию и отчество, хотя фактически брак её матери к этому времени распался, не будучи официально расторгнут. Её действительным отцом был преподаватель гимназии Николай Мамошин.
По окончании гимназии в течение нескольких лет работала телеграфисткой. После замужества приняла фамилию супруга — Э́йнерлинг. Начав в 1895 году сотрудничество с петербургским журналом «Живописное обозрение», взяла по рекомендации его главного редактора А. К. Шеллера-Михайлова литературный псевдоним Гали́на Га́лина.
Лес рубят — молодой, нежно-зёленый лес… 

А сосны старые понурились угрюмо

И полны тягостной неразрешимой думы…

Безмолвные, глядят в немую даль небес…

Лес рубят… Потому ль, что рано он шумел?

Что на заре будил уснувшую природу?

Что молодой листвой он слишком смело пел

Про солнце, счастье и свободу?

Лес рубят… Но земля укроет семена;

Пройдут года, и мощной жизни силой

Поднимется берез зелёная стена —

И снова зашумит над братскою могилой!..
Придерживаясь либерально-демократических взглядов, активно участвовала в общественной жизни. Открыто выражала сочувствие участникам студенческого движения, жертвам политических репрессий, в том числе в творчестве. Наиболее откровенной декларацией гражданской позиции стало стихотворение 1901 года «Лес рубят, молодой, нежно-зелёный лес…» — отклик на подавление проходивших в 1900 году выступлений студентов Киевского университета (183 наиболее активных участника были отданы в солдаты). Произведение снискало широкую популярность при том, что некоторое время не было опубликовано: ходило в списках, позднее появилось в зарубежной либеральной печати и лишь затем — в российских социал-демократических изданиях. 3 марта 1901 года автор публично зачитала его в петербургском Союзе писателей в присутствии ряда крупных литераторов, в частности, А. М. Горького, К. Д. Бальмонта, В. Г. Короленко, Д. Н. Мамина-Сибиряка, С. Г. Скитальца.
С учётом состоявшейся на следующий день в Санкт-Петербурге на Казанской площади массовой манифестации протеста, это действие было расценено властями как подстрекательство к общественным беспорядкам, что послужило поводом для высылки поэтессы из столицы. Горьковский журнал «Жизнь» (журнал издавался при самом активном участии писателя:232), чья редакция приняла наиболее активное участие в этих событиях, оказался закрыт. В этих условиях в следующем 1902 году часть прежних сотрудников журнала, и в их числе Г. Галина, предприняли попытку издания этого журнала за границей, в заграничной «Жизни» поэтесса печаталась под псевдонимом Л. Шустова. Но ещё в конце мая 1901 года В. И. Ленин среди прочих материалов переслал в типографию газеты «Искра» два стихотворения. К подготавливаемым для печати материалам он сделал следующее примечание: «Приводим два ходящие по рукам стихотворения, характеризующие общественное настроение». Одним из стихотворений была аллегория К. Д. Бальмонта «То было в Турции…», а вторым, наиболее вероятно, — «Лес рубят…»:94.
Позднее редакция «Искры» решила не печатать стихотворения на своих страницах, а выпустить приложением отдельный сборник «Песни борьбы», где они и увидели свет в разделе «Из весенних мотивов 1901 года». В период революции 1905—1907 годов Галина вновь принимает активное участие в общественной деятельности, в частности, возобновляет публичное чтение гражданской лирики собственного сочинения. После расторжения первого брака она вышла замуж за литератора С. И. Гусева-Оренбургского, приняв его фамилию.
Сведения о жизни Галины Галиной после Октябрьской революции 1917 года противоречивы. По одним данным, поэтесса последовала за С. И. Гусевым-Оренбургским в эмиграцию. По другим, расставшись с мужем, осталась на родине и скончалась в блокадном Ленинграде в 1942 году. В любом случае, о каком-либо её литературном творчестве или общественной активности в послереволюционный период неизвестно.

## Творчество
Первые стихотворения Г. А. Эйнерлинг были опубликованы в 1895 году в литературном журнале «Живописное обозрение». В последующие четыре года поэтесса сотрудничала исключительно с этим изданием, а с 1899 года начала печататься также в других журналах и альманахах — «Русском богатстве», «Мире Божьем», «Образовании», «Журнале для всех», «Жизни», «Жизни для всех», (как и в «Живописном обозрении», как правило под псевдонимом «Галина Галина» либо «Г. Галина», реже под собственным именем). По собственному признанию Г. А. Эйнерлинг, весьма существенное влияние на её раннее творчество оказала поэзия и общественная деятельность П. Ф. Якубовича. Критиками также отмечалось заметное воздействие на неё произведений С. Я. Надсона.

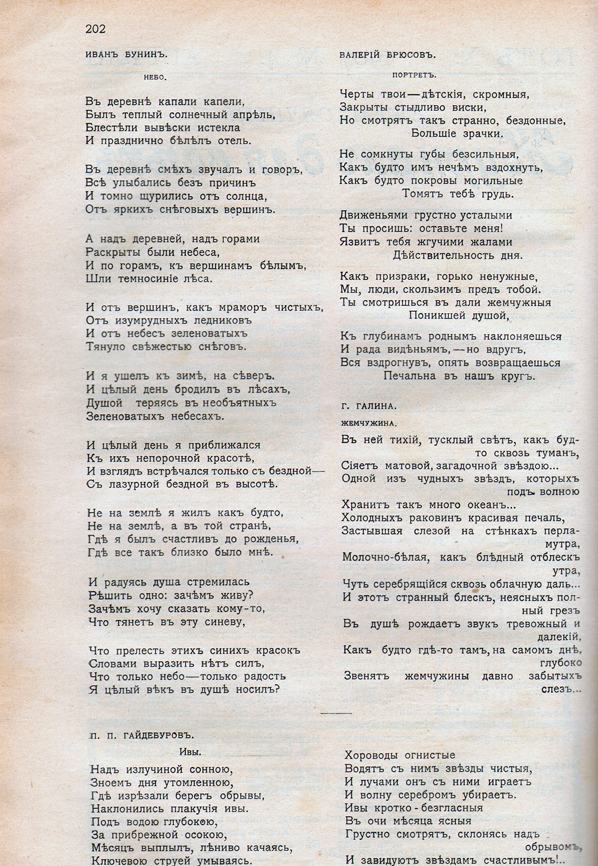
«Журнал для всех» печатал стихи Галиной наряду со стихами корифеев Серебряного века.

В произведениях первых лет превалирует любовная лирика, тематика душевных переживаний. Для более зрелого творчества характерно обращение к актуальным общественным темам, гражданская и патриотическая патетика. Помимо российских внутриполитических событий внимание поэтессы привлекала, в частности, Англо-бурская война 1899—1902 годов. Симпатизируя, как и большая часть российской общественности, бурам, Галина Галина посвятила их борьбе с британцами цикл стихотворений, наибольшую известность из которых получило «Бур и его сыновья», опубликованное в 1899 году. Попав в народ, это стихотворение легло в основу текста песни «Трансвааль, Трансвааль, страна моя…».
Сборники стихов Галины Галиной, вышедшие в 1902 и 1906 годах, были достаточно прохладно восприняты критикой. В частности, В. Я. Брюсов и 3. Н. Гиппиус отмечали недостаток творческой самобытности, «шаблонность размера и рифмы». Позднее советские исследователи рассматривали её творчество преимущественно в русле дидактически-гражданской поэзии:318. Тем не менее творчество поэтессы оставалось вполне востребованным на широком читательском уровне. Кроме того, к её стихотворениям, как к текстам для романсов обращались многие российские композиторы: С. В. Рахманинов, Р. М. Глиэр, М. Ф. Гнесин, А. Т. Гречанинов, Б. В. Асафьев. Особую популярность среди романсов, созданных на слова Галины Галиной, приобрели рахманиновские «Здесь хорошо…», «Как мне больно…» («Весенняя ночь»), «У моего окна…».
Со второй половины 1900-х годов активно занималась переводческой деятельностью (стихотворные произведения Дж. Байрона, Г. Ибсена, К. Гамсуна, армянских поэтов). Опубликовала также значительное количество детских произведений, как стихотворных, так и прозаических, в частности, два сборника сказок (в 1903 и 1908 годах). В 1910-е годы поэтесса публиковалась уже в массовых иллюстрированных и коммерческих изданиях: «Ниве», «Пробуждении» и т. д.

### Наиболее известные произведения
- В пути (1893 год)
- Балкон (1896 год)
- Жизнь (1896 год)
- «Оттого я о соснах седых…» (1896 год)
- Бур и его сыновья (1899 год)
- Из телеграфной жизни. Рассказ — Жизнь, 1900, август
- Под тополем (1901 год)
- «Лес рубят — молодой, нежно-зелёный лес…» (1901 год)
- Льву Николаевичу Толстому (1901 год)
- Песня соловья (1902 год)
- Накануне весны. — Мир Божий, 1902, апрель;
- «Мне снилось, умер тот…» — Русское богатство, 1903, июнь;
- «Вот моя семья родная…» (1905 год)
- Любовь (1905 год)
- На дюнах (1905 год)
- На фабрике (1905 год)
- «Новой жизни дуновенье…» (1905 год)
- Осенним вечером (1905 год)
- «Я пою, свободная, как птица…» (1905 год)
- Жемчужина (1905 год) — Журнал для всех, 1905, апрель;
- «Может быть, это был только радостный сон…» (1903 год) — Образование, 1903, март;
- Шлиссельбург. — Современность, 1906, № 1, март;
- Освобождённый (1906 год)
- Песня мышек (1906 год)
- Пограничный камень (1906 год)
- «Прости меня… Как все, я не могу любить…» (1906 год)
- Рассвет (1906 год)
- «Солнце греет уже горячо-горячо…» (1906 год)
- «Всем вам, что спите спокойно…» (1907 год)
- «Ещё так много струн в душе моей молчит…» (1907 год)
- Мать (1905 год) — Журнал для всех, 1905, март;
- Старые слова (1907 год)
- «Я умру… Но со мной…» (1907 год)[3]
- Ёлка. — Юная Россия, 1909, декабрь;
- «Нас пред небесным алтарём…» — Жизнь для всех, 1910, май;
- Девочка в гробу. — Ежемесячные литературные и популярно-научные приложения к журналу «Нива», 1913, сентябрь;
- Леший. — Пробуждение, 1916, № 7.